# Булым-Булыхчи
Булы́м-Булыхчи́ (тат. Болын-Балыкчы) — село в Апастовском районе Республики Татарстан, административный центр Булым-Булыхчинского сельского поселения.

## История
В «Списке населенных мест по сведениям 1859 года», изданном в 1866 году, населённый пункт упомянут как казённая деревня Булым-Булыхчи 2-го стана Тетюшского уезда Казанской губернии. Располагалась при озере Гусином, по левую сторону почтового тракта из Казани в Симбирск, в 40 верстах от уездного города Тетюши и в 22 верстах от становой квартиры во владельческом селе Знаменское (Чипчаги). В деревне в 127 дворах жили 706 человек (348 мужчин и 358 женщин). Была мечеть.

## Население
| 1782 | 1859 | 1897 | 1908 | 1920 | 1926 | 1938 | 1949 | 1958 | 1970 | 1979 | 1989 | 2002 | 2010 | 2015 |
| ---- | ---- | ---- | ---- | ---- | ---- | ---- | ---- | ---- | ---- | ---- | ---- | ---- | ---- | ---- |
| 137  | 706  | 1180 | 1369 | 1471 | 1203 | 944  | 771  | 597  | 455  | 347  | 340  | 331  | 309  | 322  |

Национальный состав села — татары.